# Sapu (Berg)
Der Sapu (Nuaf Sapu, veraltet: Pico do Nipane, Fatu Nipane) ist der höchste Berg des osttimoresischen Verwaltungsamt Pante Macassar (Sonderverwaltungsregion Oe-Cusse Ambeno). Er ist 1259 m hoch und liegt im Suco Nipane. Der Nordosten von Oe-Cusse Ambeno bildet die jüngste und wildeste Oberflächenstruktur der gesamten Insel und ist vulkanischen Ursprungs.